# Per-Arne Berglund
Per-Arne Berglund   (Örebro, 20 de gener de 1927 - Örebro, 6 de gener de 2002) fou un atleta suec, especialista en el llançament de javelina, que va competir durant les dècades de 1940 i 1950.
El 1948 va prendre part en els Jocs Olímpics d'Estiu de Londres, on fou desè en la prova del llançament de javelina del programa d'atletisme. Quatre anys més tard, als Jocs de Hèlsinki, repetí la desena posició en la mateixa prova.
En el seu palmarès destaca una medalla de plata en la prova del llançament de javelina al Campionat d'Europa d'atletisme de 1950, rere Toivo Hyytiäinen, i sis campionats nacionals de javelina entre 1950 i 1957. Entre 1951 i 1954 va posseir el rècord nacional de javelina.

## Millors marques
- Llançament de martell. 75,25 metres (1951)[5]